# Decheng Technology
Decheng Technology AG ist ein deutsch-chinesischer Hersteller von Polyurethan und Additiven mit Sitz in Köln, operativem Hauptquartier und Produktionsanlagen in Quanzhou. Das Unternehmen ist seit Mai 2019 insolvent.

## Geschichte
Das Unternehmen wurde am 13. Juni 2001 als Golden Times Trading Co. von Zhu Xiaofang gegründet. Hauptgeschäftsbereiche sind die Entwicklung, Herstellung und der Vertrieb von Polyurethanprodukten, sowie Additive für die Veredelung von Textilien und Leder. Nach Gründung einer Zwischenholding in Hongkong am 15. August 2014 erfolgte am 28. Juni 2016 der Börsengang im General Standard der Frankfurter Wertpapierbörse. Im Jahr 2017 wurde erstmals eine Dividende gezahlt.
Nachdem im August 2018 durch das Amtsgericht Köln drei neue Aufsichtsratsmitglieder bestellt wurden, wurde im April 2019 der gesamte Vorstand mit sofortiger Wirkung abberufen und Hansjoerg Plaggemars zum alleinigen Vorstand der Gesellschaft berufen. Am 2. Mai 2019 wurde seitens des neuen Vorstands veröffentlicht, dass man die Kontrolle über die Tochtergesellschaften verloren habe. Am 13. Mai 2019 wurde offengelegt, dass in China diverse Zwangsvollstreckung und Urteile aus dem Jahr 2018 vorliegen, die seitens der alten Unternehmensführung verschwiegen wurden. So war in Deutschland auch niemand informiert, dass zwischen März und Mai 2019 bereits Versteigerungstermine für die Landnutzungsrechte, Gebäude und Maschinen der chinesischen Enkelgesellschaft stattgefunden hatten. Da die Kontrolle über die operative Gesellschaft in China nicht wiedererlangt werden konnte, wurde am 27. Mai 2019 der Insolvenzantrag gestellt. Ziel sollte sein, das Unternehmen zu sanieren und zu rekapitalisieren. Die Börsennotierung soll aufrechterhalten bleiben. Im Juni wurde Christoph Niering zum Insolvenzgutachter bestellt und im Juli 2019 mitgeteilt, dass die Versteigerungserlöse in China die dortigen Schulden nicht decken konnten.